# The Curse of the Mummy's Tomb
The Curse of the Mummy's Tomb is een Britse horrorfilm uit 1964, geproduceerd door Hammer Film Productions. Het is de tweede van de vier mummie-films gemaakt door Hammer. De regie was in handen van Michael Carreras.

## Verhaal
De Europese egyptologen Dubois, Giles en Bray ontdekken in het jaar 1900 de tombe van de Egyptische prins Ra. In de tombe vinden ze het gemummificeerde lichaam van de prins zelf.
De zakenman Alexander King is geïnteresseerd in de ontdekking en koopt de mummie van het trio om hem tentoon te stellen in een Brits museum. Eenmaal daar komt de mummie tot leven en begint jacht te maken op de drie egyptologen.
Terwijl het drietal aan de mummie probeert te ontkomen, ontdekken ze dat een sinister personage met moordlustige neigingen de mummie tot leven heeft gebracht, en mogelijk de enige is die hem weer kan stoppen.

## Rolverdeling
| Acteur            | Personage                 |
| ----------------- | ------------------------- |
| Terence Morgan    | Adam Beauchamp            |
| Ronald Howard     | John Bray                 |
| Fred Clark        | Alexander King            |
| Jeanne Roland     | Annette Dubois            |
| George Pastell    | Hashmi Bey                |
| Jack Gwillim      | Sir Giles Dalrymple       |
| John Paul         | Inspecteur Mackenzie      |
| Dickie Owen       | De Mummie (Ra-Antef)      |
| Jill Mai Meredith | Jenny, meid van Beauchamp |

## Achtergrond
In tegenstelling tot veel andere films van Hammer werd “The Curse of the Mummy's Tomb” opgenomen in Elstree Studios in plaats van de Bray studios. Veel van de acteurs hadden nog niet eerder in een Hammer-productie meegespeeld.
De film betekende het debuut van Jeanne Roland.
De filmmuziek werd grotendeels gecomponeerd door Carlo Martelli. Ook delen van Nikolaj Rimski-Korsakovs Shéhérazade zijn verwerkt in de soundtrack, maar hij wordt niet op de aftiteling vermeld.
Vanwege de Britse regel dat niet dezelfde persoon op de aftiteling mag worden vermeld als zowel schrijver, producer en regisseur van de film, nam Michael Careras het pseudoniem "Henry Younger" aan voor zijn script.
Het script van de film werd in 1966 door John Burke omgezet tot een boek als onderdeel van zijn The Hammer Horror Omnibus.